# Индо-ирански народи
Индоиранските народи (или арийци; на санскрит: आर्य ārya ; др.-инд. ā́rya-, ав. airya-, на староперсийски: ariya) са група индоевропейски народи, говорещи индоирански езици.
Те се обособяват от останалите протоиндоевропейци в края на III хилядолетие пр.н.е. и се свързват с комплекса на Андроновската култура. Днес индоиранските народи живеят главно в Южна и Югозападна Азия.